# Ženská královská námořní služba
Ženská královská námořní služba, anglicky Women's Royal Naval Service, WRNS, lidově i oficiálně známá jako Wrens (Střízlík), byla ženskou složkou Bitského královského námořnictva. Poprvé vznikla v roce 1917 pro první světovou válku, v roce 1919 byla rozpuštěna, v roce 1939 na začátku druhé světové války obnovena a působila až do roku 1993, kdy byla začleněna do Královského námořnictva. Do WRNS patřili kuchaři, úředníci, bezdrátoví telegrafisté, operátoři radarových obrazovek, analytici zbraní, obsluhy dálkoměru, elektrikáři a letečtí mechanici.

## Historie

### První světová válka
Skupina Wrens vznikla v roce 1917 během první světové války. Dne 10. října 1918 se devatenáctiletá Josephine Carrová z Corku stala první příslušnicí Wrens, která zahynula v aktivní službě, když byla její loď RMS Leinster torpédována. Na konci války měla WRNS 5 500 členů, z toho 500 důstojníků. Kromě toho asi 2 000 příslušníků WRAF, kteří dříve sloužili u WRNS jako podpora Royal Naval Air Service, byli převedeni k vznikající Royal Air Force. V roce 1919 bylo Wrens rozpuštěno.

### Druhá světová válka

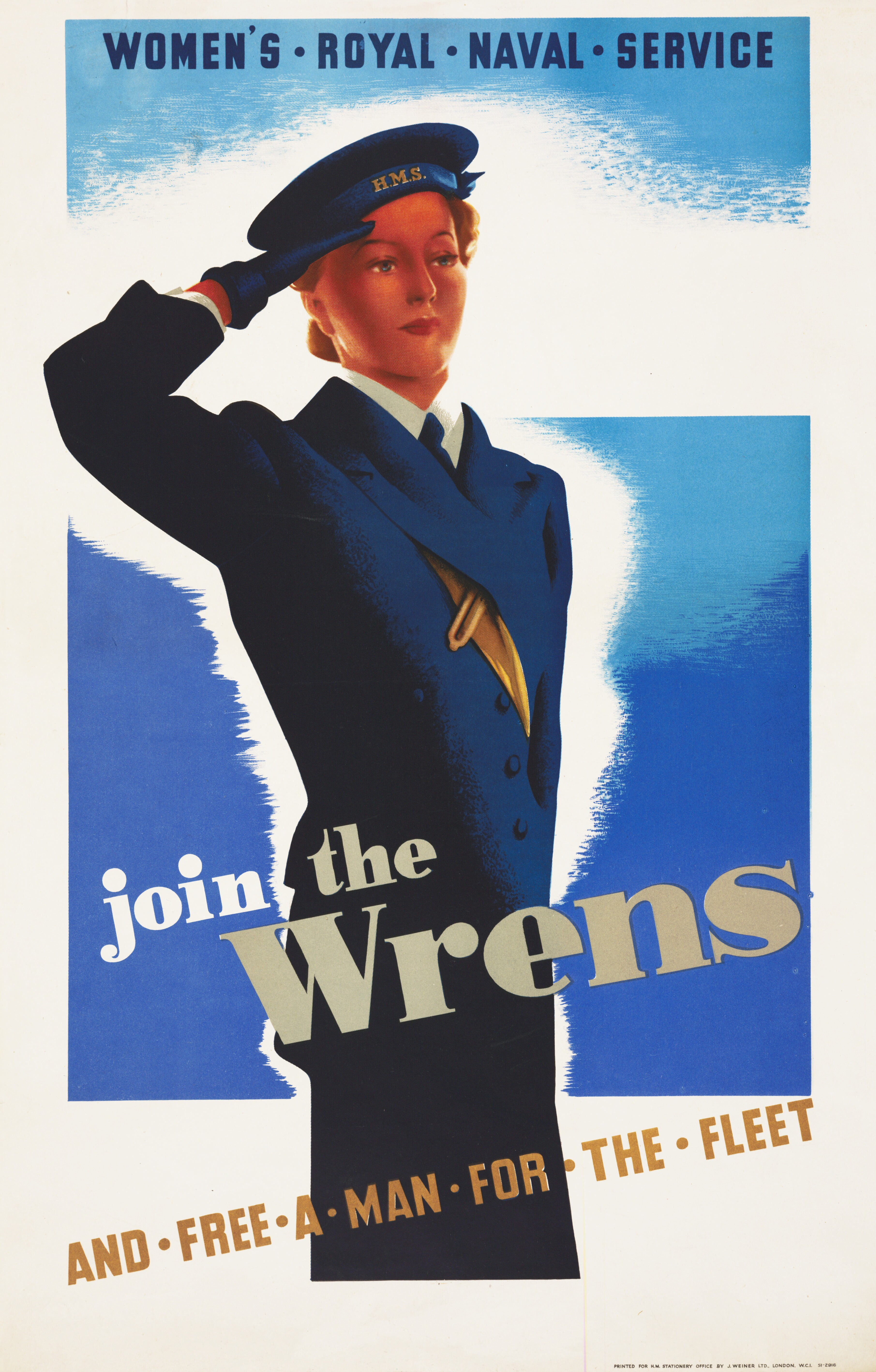
Přidejte se k WRNS a uvolněte muže pro flotilu

Na začátku druhé světové války byla Vera Laughton Mathewsová jmenována ředitelkou znovu zformované WRNS v roce 1939 a její zástupkyní se stala Ethel (Angela) Goodenoughová. WRNS měla rozšířený seznam povolených činností, včetně létání s dopravními letadly. Na svém vrcholu v roce 1944 měla 75 000 aktivních žen ve službě. Během války zahynulo v boji 102 příslušnic WRNS a 22 jich bylo v boji zraněno. Jedním z hesel používaných na náborových plakátech bylo "Přidejte se k WRNS a uvolněte muže pro flotilu".
Wrens byly mimo jiné významné jako podpůrný personál ve Government Code and Cypher School v Bletchley Parku.

### Poválečná éra
WRNS existovala i po skončení války, přestože Mathews odešla do důchodu v roce 1947 a Goodenough zemřela. V roce 1970 bylo zřejmé, že rovné odměňování žen a potřeba odstranit sexuální diskriminaci znamenají, že WRNS a Královské námořnictvo se stanou jednou organizací. Klíčovou změnou bylo, že ženy začaly podléhat zákonu o námořní disciplíně z roku 1957. Vonla McBrideová, která měla zkušenosti s řízením lidských zdrojů, se v roce 1976 stala ředitelkou WRNS a v následujícím roce už příslušníci WRNS podléhali stejné disciplíně jako muži.
V říjnu 1990, během války v Perském zálivu, nesla loď HMS Brilliant první ženy, které oficiálně sloužily na operační válečné lodi. Téhož roku se vrchní důstojnice Pippa Duncanová stala první důstojnicí WRNS, která velela pobřežnímu zařízení Královského námořnictva. WRNS byla definitivně začleněna do Královského námořnictva v roce 1993, kdy bylo ženám povoleno sloužit na palubách válečných lodí jako plnohodnotným členům posádky. Námořnice jsou v námořním slangu stále neformálně známé pod přezdívkami "wrens" (střízlík) nebo "Jennies" ("Jenny Wrens").
Před rokem 1993 byly všechny ženy v Královském námořnictvu příslušnicemi WRNS s výjimkou zdravotních sester, které vstoupily (a stále vstupují) do Královské námořní ošetřovatelské služby královny Alexandry (Queen Alexandra's Royal Naval Nursing Service), a lékařských a zubních důstojnic, které byly zařazeny přímo do Královského námořnictva (RN), měly hodnosti RN a nosily uniformu WRNS se zlatými znaky RN.

### Paměti
- BADEN-POWELL, Dorothy. They Also Serve: an SOE agent in the WRNS. Londýn: Robert Hale, 2005. Dostupné online. ISBN 0753193361.

- THOMAS, Lesley; BAILEY, Chris Howard. WRNS in Camera: the Women's Royal Naval Service in the Second World War. Stroud: Sutton, 2003-10. Dostupné online. ISBN 0750913703.
- UNWIN, Vicky. Love and War in the WRNS. [s.l.]: The History Press, 2015. Dostupné online. ISBN 9780750963046.